# Autoscooter

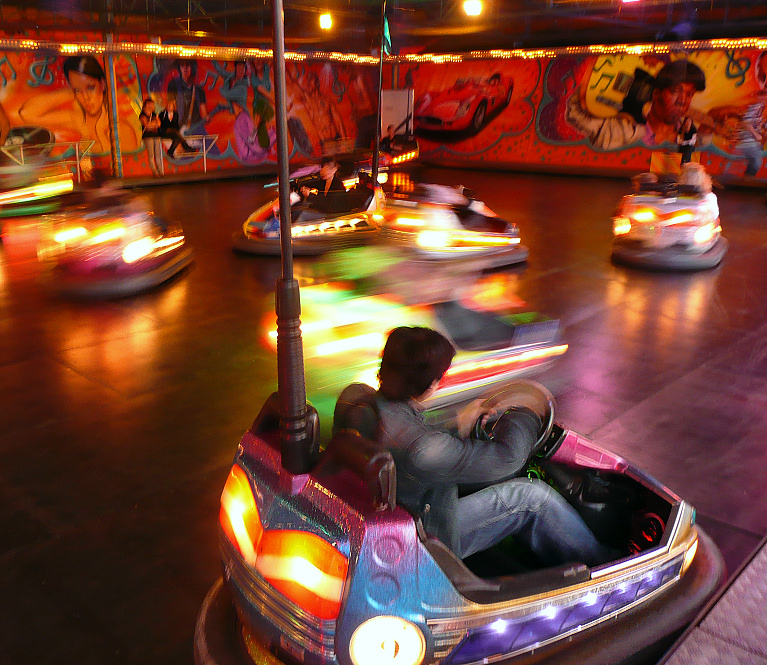
Autoscooter in Bewegung auf dem Schützenfest Hannover

Autoscooter, Autodrom, Bumpercars,  Boxauto oder veraltet auch Autoselbstfahrer bezeichnet ein Fahrgeschäft, das auf vielen Volksfesten und in Vergnügungsparks zu finden ist. Im Grundaufbau können kleine Elektroautos, die über Stromabnehmer versorgt werden, frei über eine Fläche gesteuert werden, wobei die Fahrzeuge gegen Kollisionen mit einem breiten umlaufenden Gummiring gesichert sind.

## Geschichte

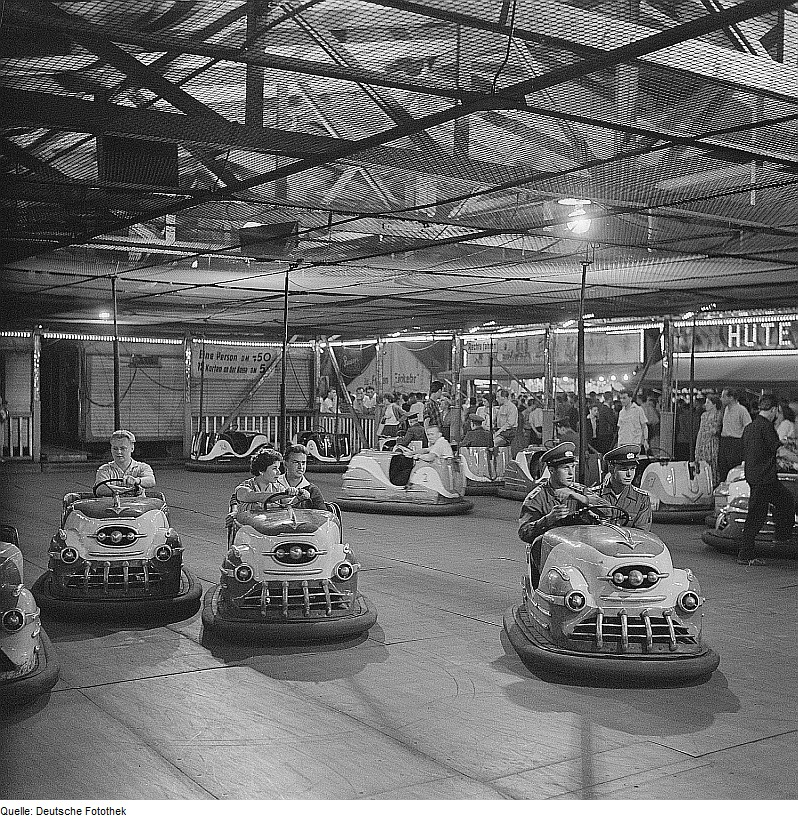
Autoscooter auf der Dresdner Vogelwiese

In Deutschland gab es Autoscooter erstmals 1926 auf der Ausstellung GeSoLei auf dem alten Ausstellungsgelände der Messe Düsseldorf. 60 Prozent des Geländes präsentierten sich als Rummelplatz. Schon auf der großen Moerser Kirmes 1927 zeigte die Firma Peter Tusch aus Krefeld ihren ersten Autoscooter.
Die Entwicklung begann jedoch im amerikanischen Vergnügungspark Coney Island. In den ersten beiden Jahrzehnten des 20. Jahrhunderts erregte das Automobil große Aufmerksamkeit; man wollte dieses „Reiche-Leute-Spielzeug“ dem Normalbürger zugänglich machen. Eines der ersten Fahrgeschäfte dieser Art war 1906 Neville’s Automobile Railroad („Nevilles Auto-Bahn“), auf der die einzelnen Wagen noch, ähnlich dem mechanischen Pferderennen, von einer Schiene geführt wurden. Die Entwicklung ging aber schon bald hin zu frei beweglichen Fahrzeugen. Beim Gadabout und beim Dodge’em fuhren sie ab 1919 unter einem stromleitenden Gitternetz, wie es von heutigen Autoscootern her bekannt ist. Andere wurden mit Batterien und später mit Verbrennungsmotoren bestückt, was um 1930 zur Entwicklung der Go-Kart-Bahn führte. Auf Coney Island existieren beide Varianten heute noch, sie stellen jedoch keine Besonderheit mehr dar.
Ferner gibt es die von Festplätzen bekannten Autoscooter, die mit einem Chip funktionieren, in Freizeitparks wie Schloss Thurn auch in einer anderen Version: Der Aufbau gleicht dem der „Volksfest-Scooter“, jedoch wird beim Betreten des Parks einmal pauschal für alle Attraktionen und Fahrgeschäfte bezahlt, was im Gegensatz zum Volks- oder Wiesenfest ein Wechseln des Scooters ermöglicht, ohne einen weiteren Chip „investieren“ zu müssen.

## Technik

### Aufbau und Transport

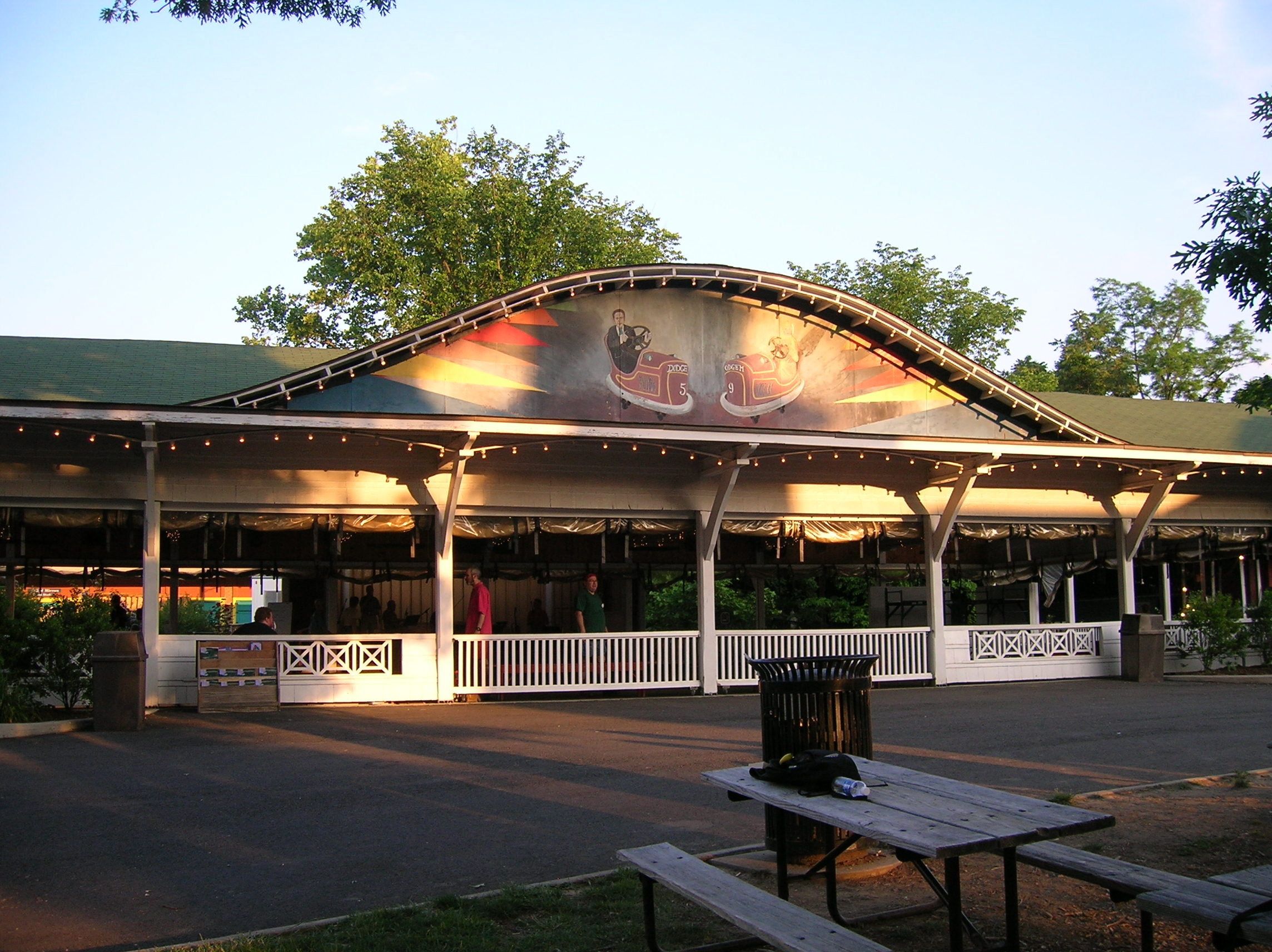
Stationäre Scooterhalle in Holzbauweise
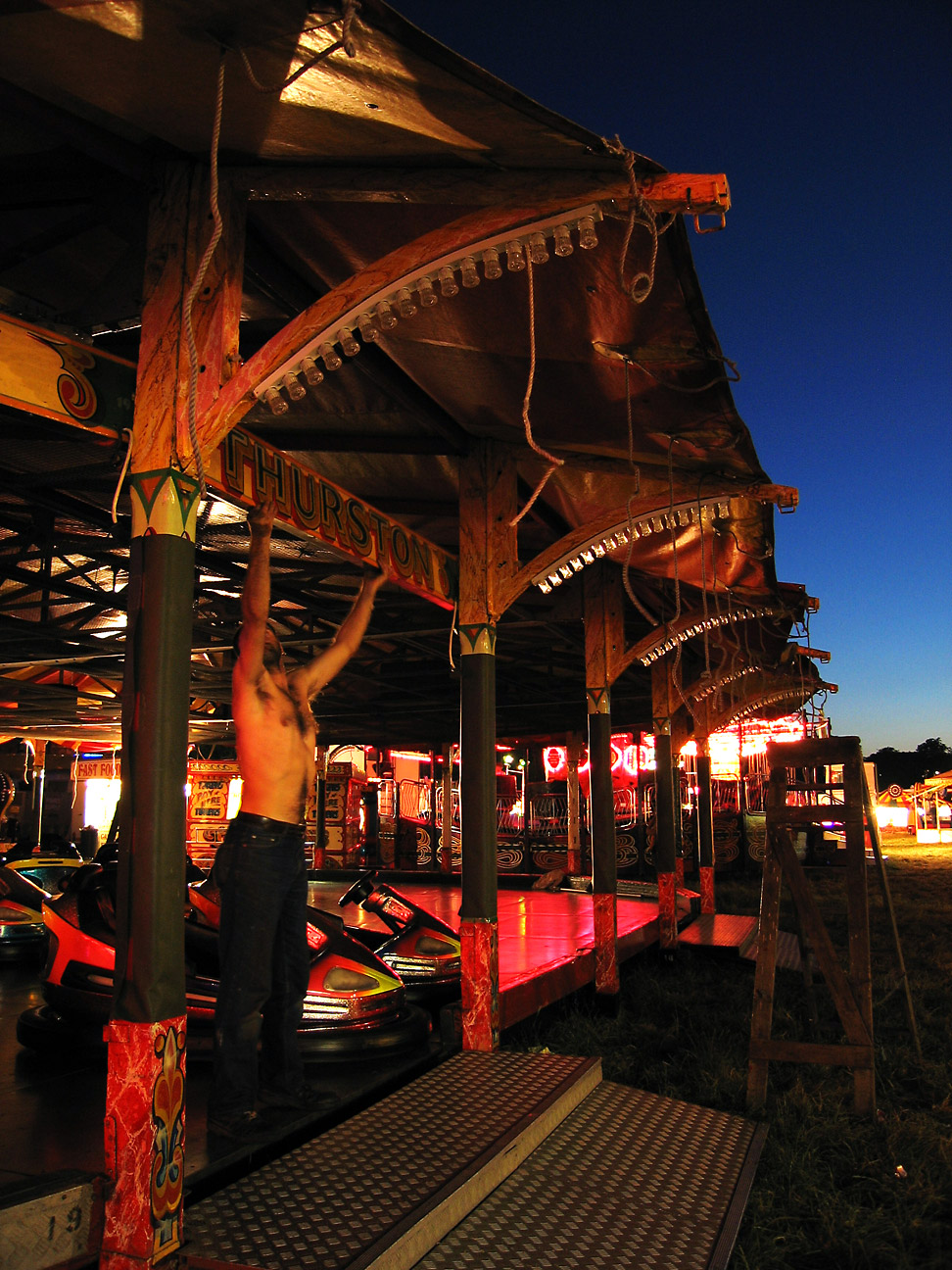
Mobiler Pfostenscooter
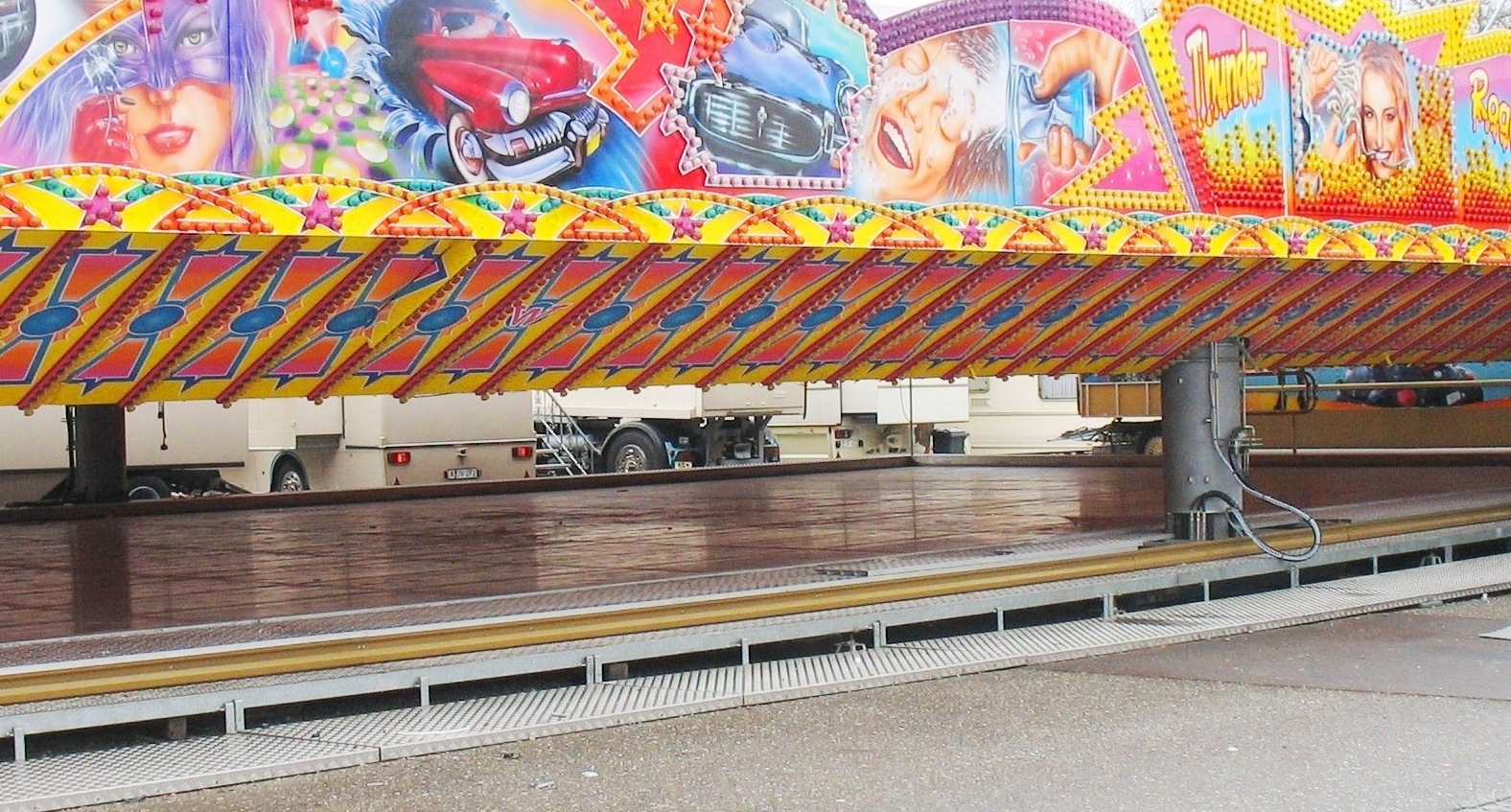
Zwei-Säulen-Scooter im Aufbau
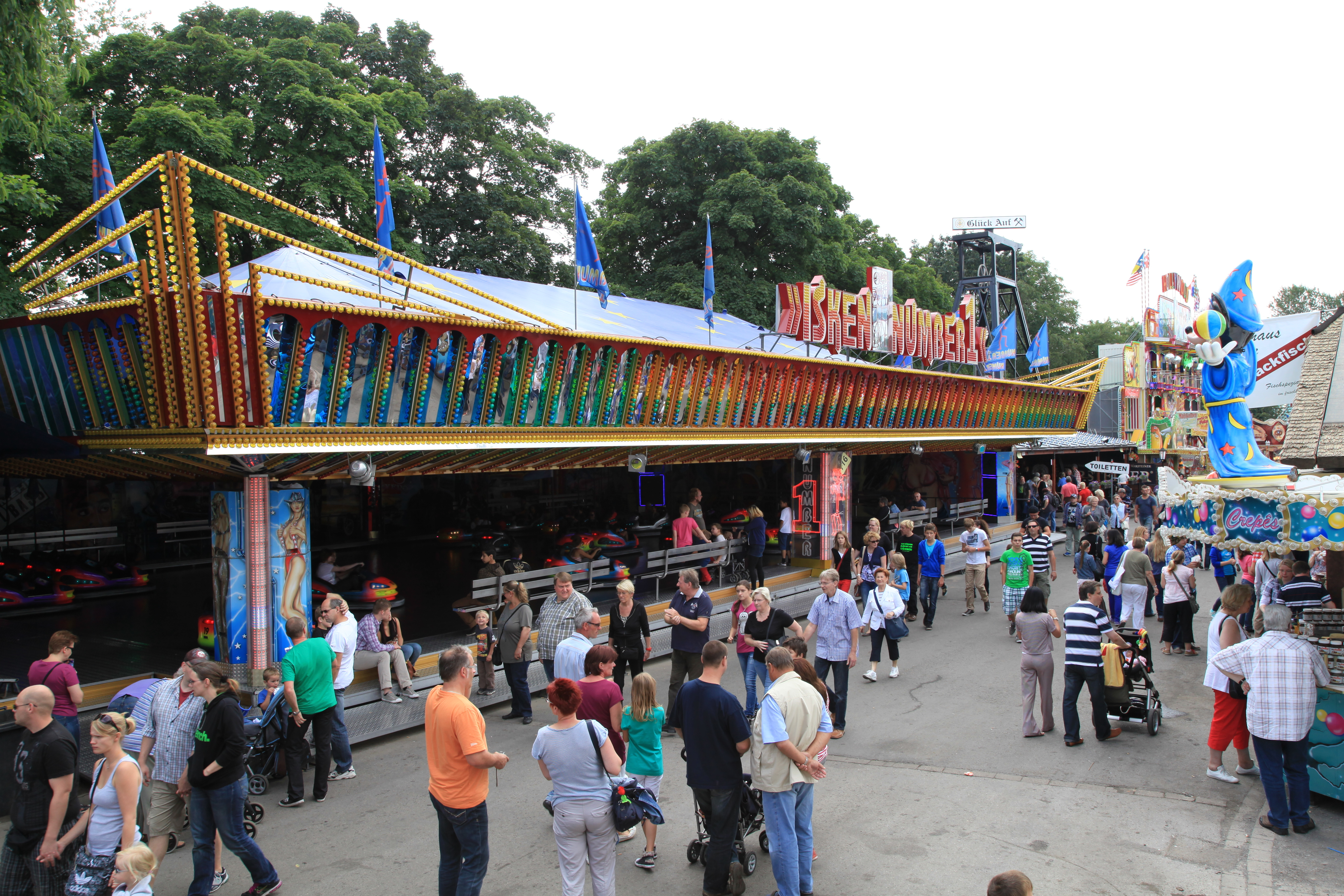
Zwei-Säulen-Scooter

Das mobile Fahrgeschäft kann mit zwei bis drei Lastkraftwagen transportiert werden.
Die Autoscooter werden nach Anzahl der dachtragenden Säulen eingeteilt. Die meisten der heutigen Scooter sind Zweisäulen-Scooter und haben alle wichtigen Teile auf einem so genannten Mittelbauwagen untergebracht. Hydraulisch aufgeklappt wird er zur Scooterhalle und muss nur noch durch Licht- und Dekoelemente ausgeschmückt werden. Diese Elemente werden, genau wie die Chaisen (Fahrzeuge), in extra Packwagen transportiert. Früher waren meist Sechs- oder Acht-Säulen-Scooter unterwegs, die sehr aufwändig im Aufbau waren, da die komplette Scooterhalle Stück für Stück aus schweren Einzelteilen zusammengesetzt werden musste.
In den Anfängen der reisenden Autoscooter bestanden die Scooterhallen aus Holz mit wenigen Eisenteilen. Diese Scooter hatten meist 16 dachtragende Pfosten. Daraus ergibt sich der heutige Sprachgebrauch:
- Pfostenscooter – Holzbauweise.
- Sechs-, Acht-, Zehn-, Zwölf-Säulen-Scooter – Stahlbauweise, die aus vielen Einzelteilen per Hand errichtet werden muss.
- Zwei-Säulen-Scooter – Stahlleichtbauweise auf einem Mittelbauwagen, der auseinandergeklappt wird.

Die ersten Zweisäuler hatten nur das Dach auf dem Mittelbauwagen. Der komplette Unterbau wurde in separaten Packwagen transportiert und musste von Hand aus Einzelteilen zusammengesetzt werden. Bei modernen Zwei-Säulen-Scootern befindet sich bis auf die Chaisen, Licht und Tontechnik alles auf dem Mittelbauwagen.
Die Aufbauzeit eines modernen Autoscooters beträgt mit zwei bis drei Personen etwa acht bis zehn Stunden. Für den Abbau wird etwa die Hälfte der Zeit benötigt.

### Stromversorgung

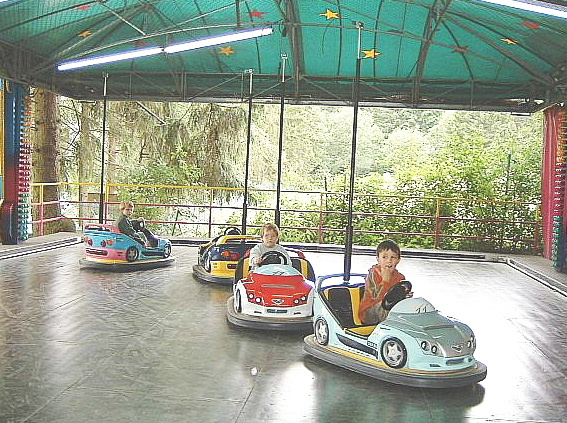
Kinder-Autoscooter; gut zu erkennen sind das stromleitende Gitternetz und die Stromabnehmer
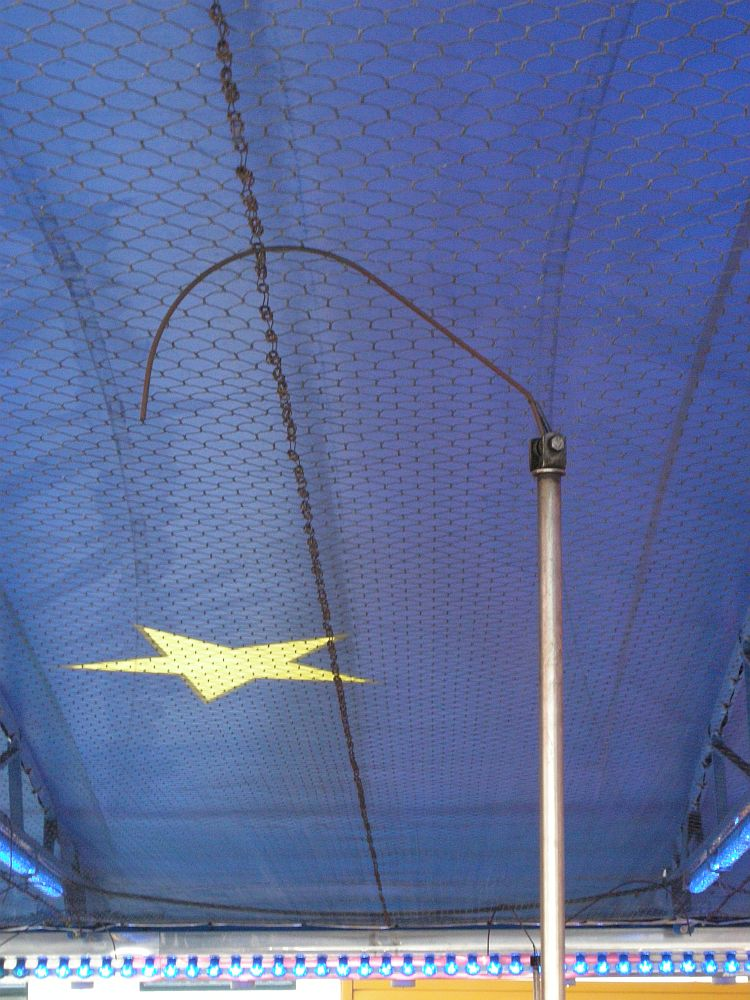
Nahaufnahme eines Stromabnehmers
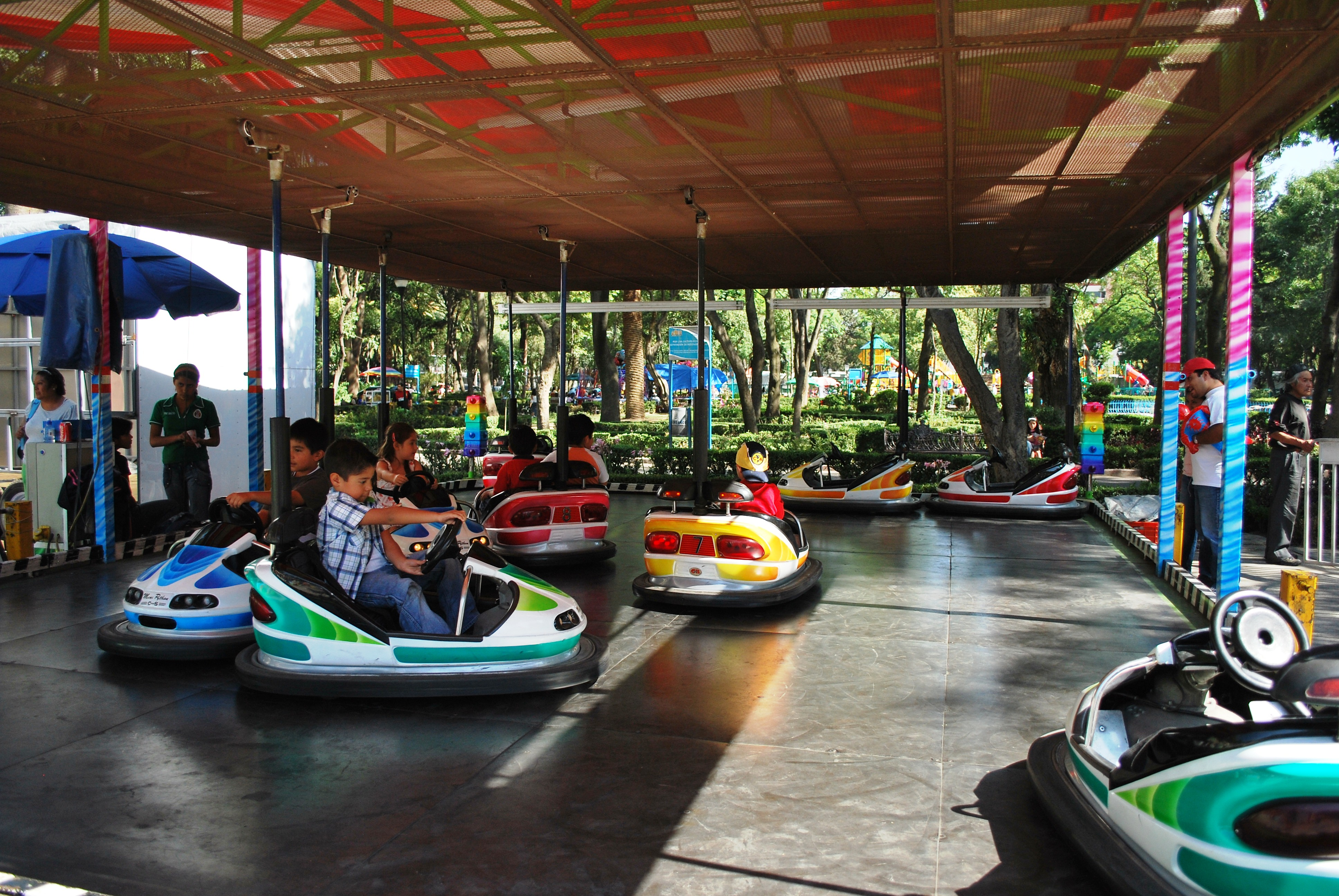
Stromabnehmer in Rollenform
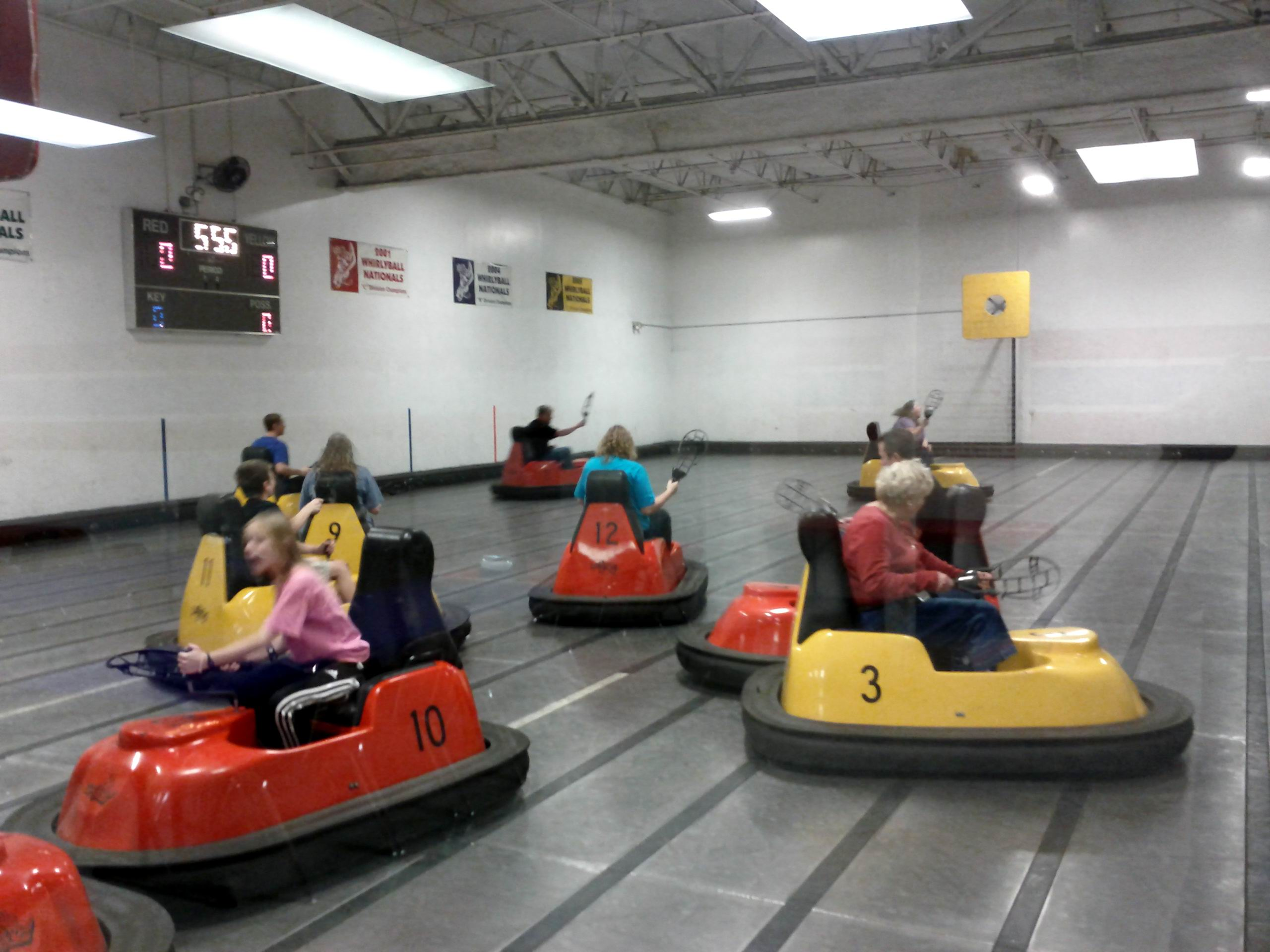
Autoscooter ohne Gitternetz über der Fahrfläche; Strom kommt aus den streifenartigen Teilsegmenten der Fahrfläche

Das Fahrgeschäft eines Autoscooters weist typischerweise eine Fläche von circa 15 m × 30 m für die Fahrfläche auf. Diese besteht in der Regel aus einer Stahlfläche, die einen elektrischen Pol bildet. In der am meisten verbreiteten Variante befindet sich der zweite Pol in etwa drei Metern Höhe über der Fahrfläche ausgeführt als ein stromleitendes Gitternetz als Oberleitung. Der Antrieb funktioniert damit vergleichbar dem einer Straßenbahn oder eines Oberleitungsbusses. Fahrfläche und Gitternetz werden an eine Gleichspannungsquelle angeschlossen. Die Erdung erfolgt über die Fahrfläche. Die Spannung beträgt bis zu 110 Volt, der Strom bis zu 1.000 Ampere. Die Elektroautos schließen über zwei Schleifkontakte den Stromkreis zwischen Fahrfläche und Gitter. Dazu dienen die Stromabnehmer am Heck der Fahrzeuge, die aus einer langen Stange und einer kurzen, auf die Stange aufgesetzten, Rute bestehen. 
Eine weitere und recht seltene Variante besteht darin, dass die Fahrfläche schachbrett- oder streifenartig aufgebaut ist und die Teilsegmente in ihrer Anordnung abwechselnd den Plus- oder Minuspol führen. Die Größe der Teilflächen ist dabei so ausgelegt, dass jedes Fahrzeug – egal in welcher Lage oder Position – mindestens zwei benachbarte Segmente und somit die erforderlichen und unterschiedlichen Pole „abgreifen“ kann. Dazu verfügen die Fahrzeuge über mehrere Stromabnehmer-Bürsten auf ihrer Unterseite, welche durch Brückengleichrichter-Schaltungen dann dem Fahrzeug die Spannung zuführen. Auch werden durch diese Gleichrichter Kurzschlüsse vermieden. Der Vorteil einer solchen Versorgung besteht darin, dass auf die üblichen Netze über der Fahrbahn und die Abnehmerstangen am Fahrzeug verzichtet werden kann. Der Hersteller Bertazzon nennt dieses Konzept „Floor Electrical Pick-Up“. Eine solche Anlage wird z. B. in den Freizeitparks Hansa-Park in Schleswig-Holstein, in Duinrell in den Niederlanden und im Tscheljuskinzew-Park in der belarussischen Hauptstadt Minsk betrieben. Ein weiteres Beispiel findet sich im Vergnügungspark der Stadt Vung Tau in Vietnam. Im Hansa-Park befindet sich die Anlage in einer Weltraum-thematisierten Halle, wo auf Grund von Spezialeffekten auf das optisch störende Netz verzichtet wurde. Gebaut wurde dieser Autoscooter von Bertazzon zusammen mit Mack Rides.
2007 war auf dem Münchner Oktoberfest der erste Autoscooter aufgebaut, der drei seiner Fahrzeuge über eine Photovoltaikanlage betreibt.

### Fahrzeuge

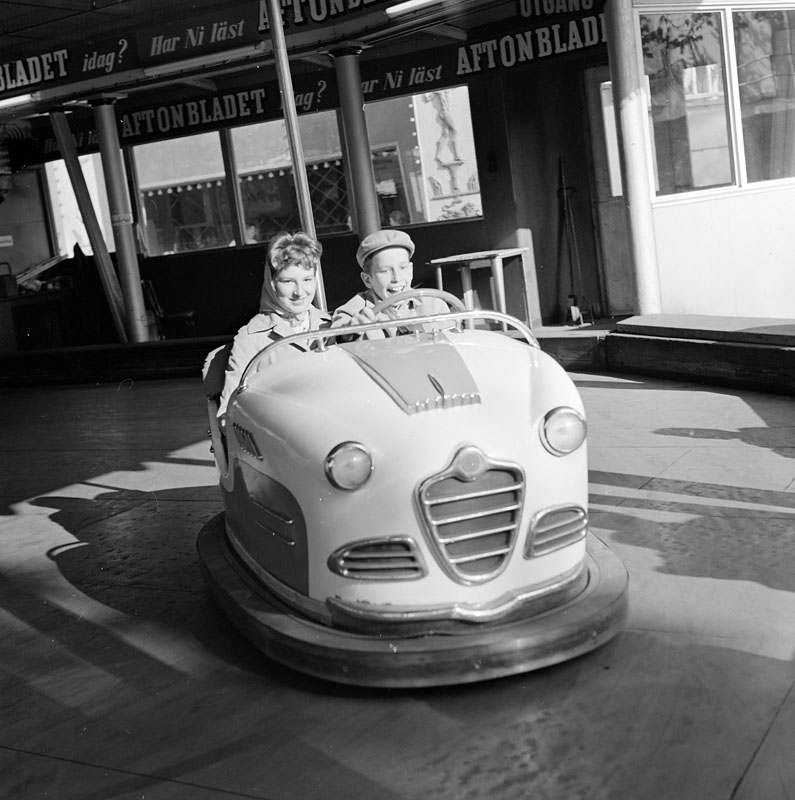
Ein Autoscooter-Fahrzeug aus den 1950er Jahren
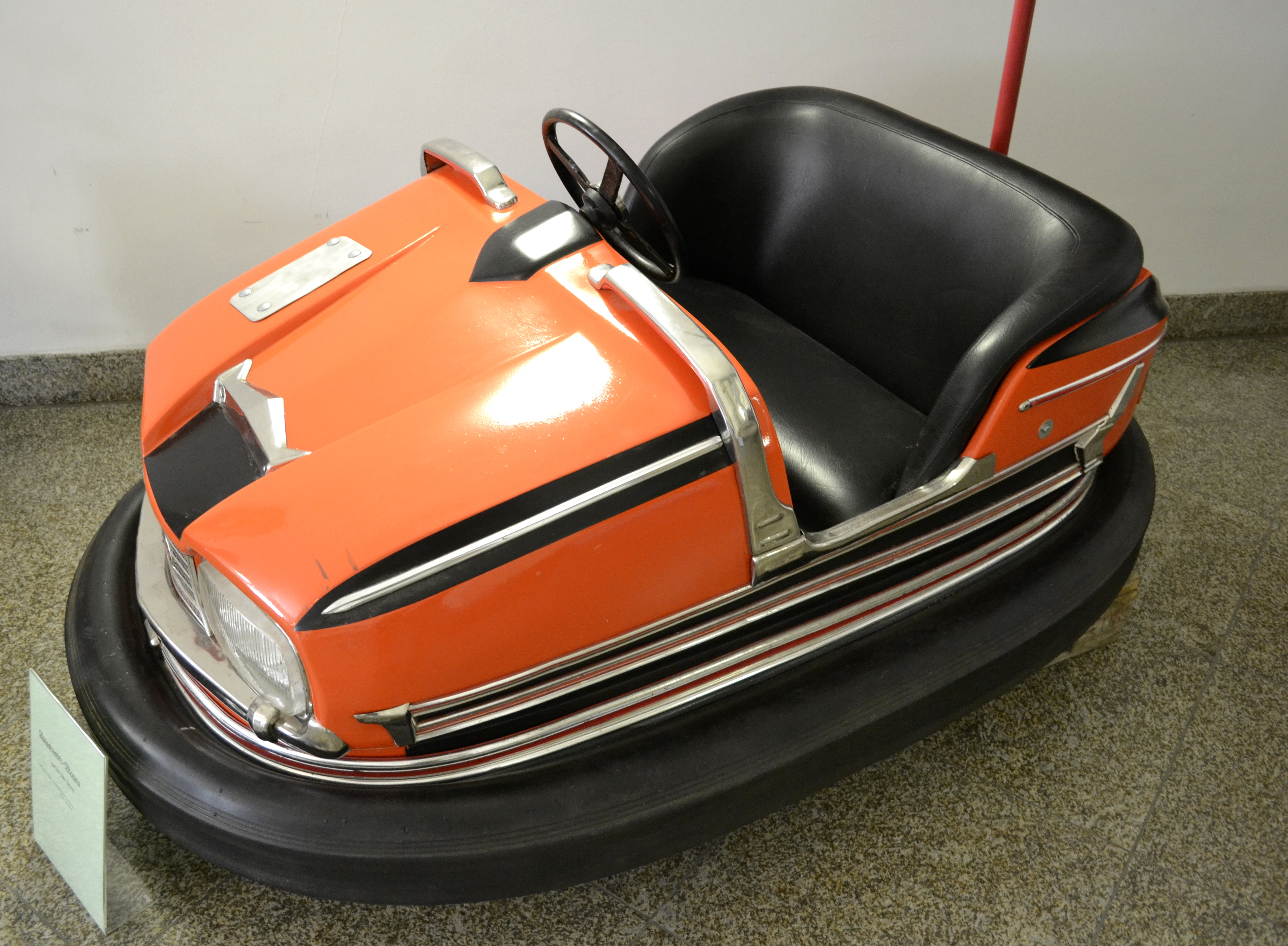
Autoscooter-Fahrzeug aus den 1960er Jahren – gut erkennbar der rundumlaufende Gummipuffer
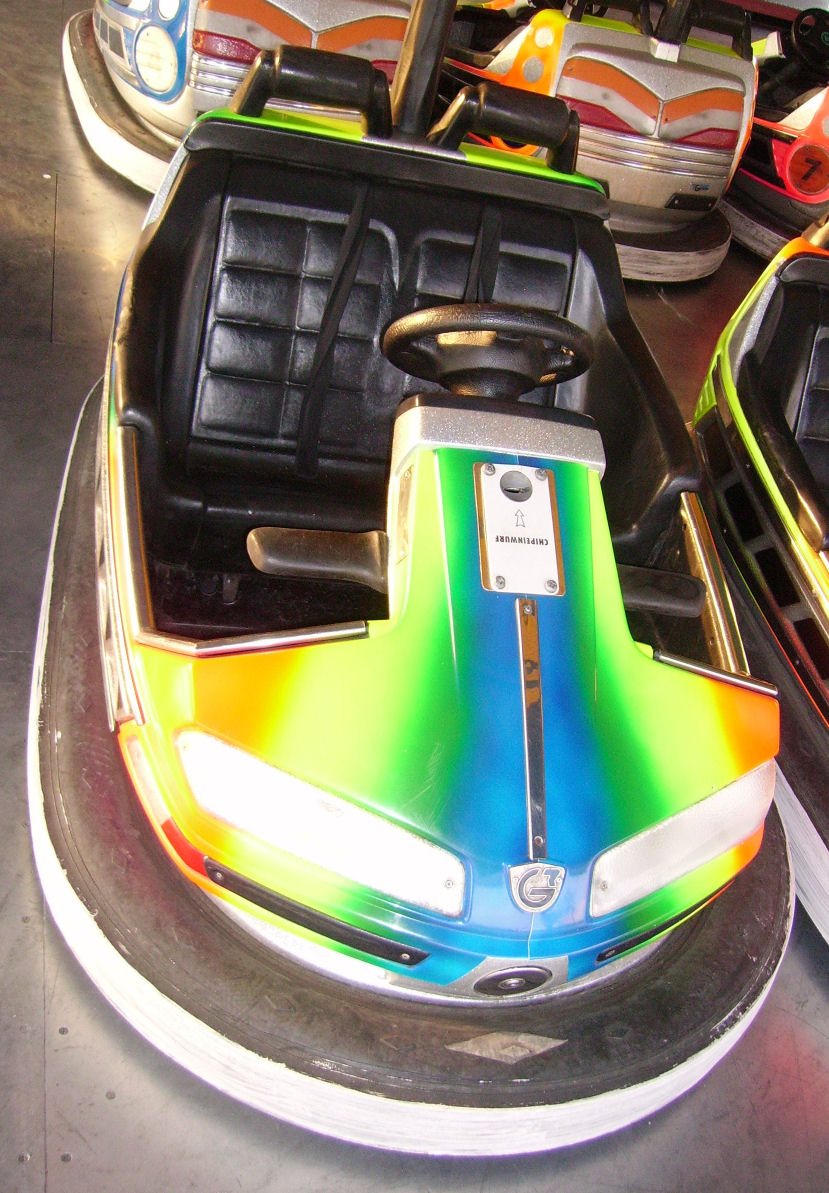
Ein modernes Autoscooter-Fahrzeug (Frontalansicht)
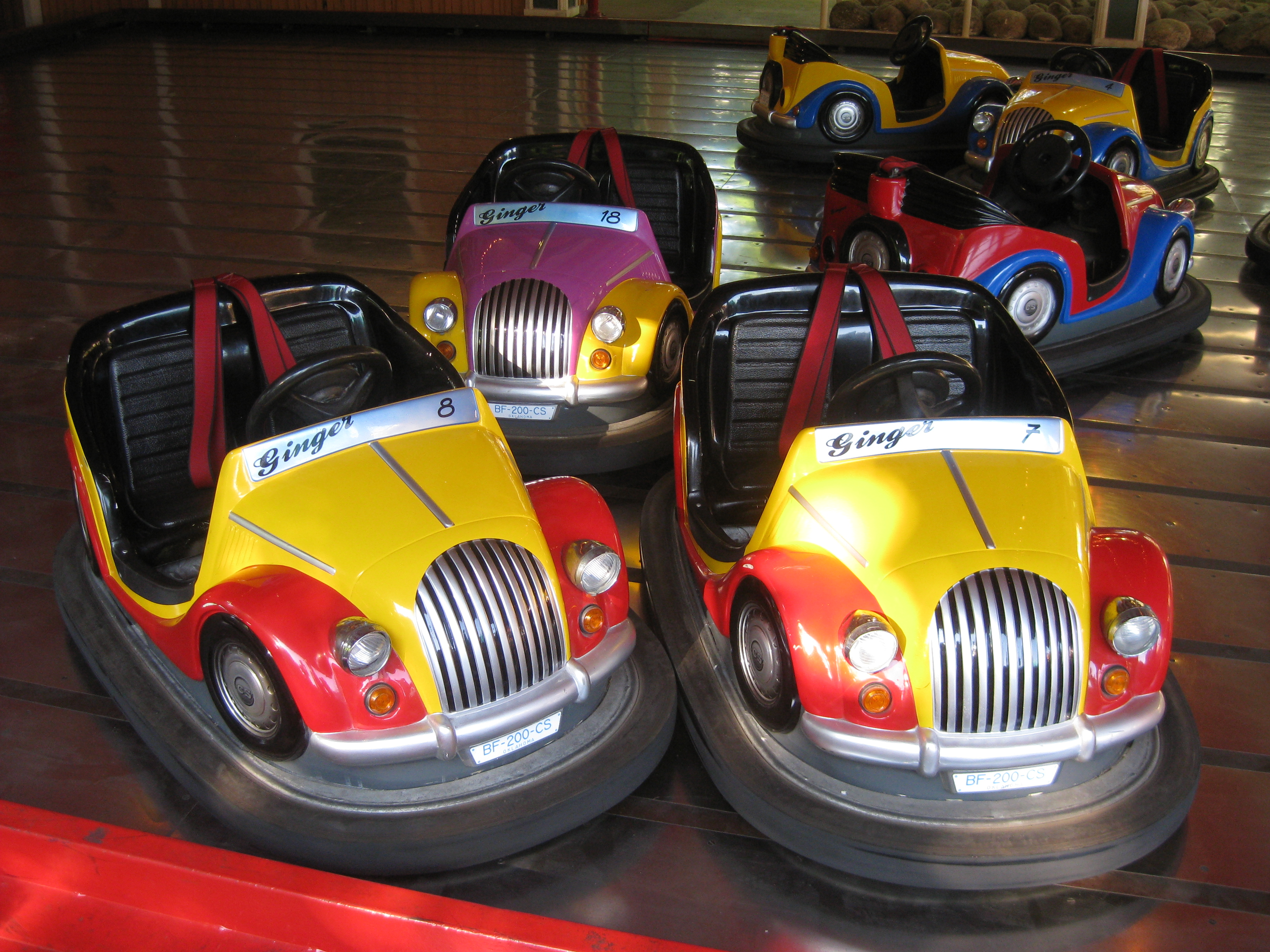
Kleines Kinder-Autoscooter-Fahrzeug im Stil eines Oldtimers
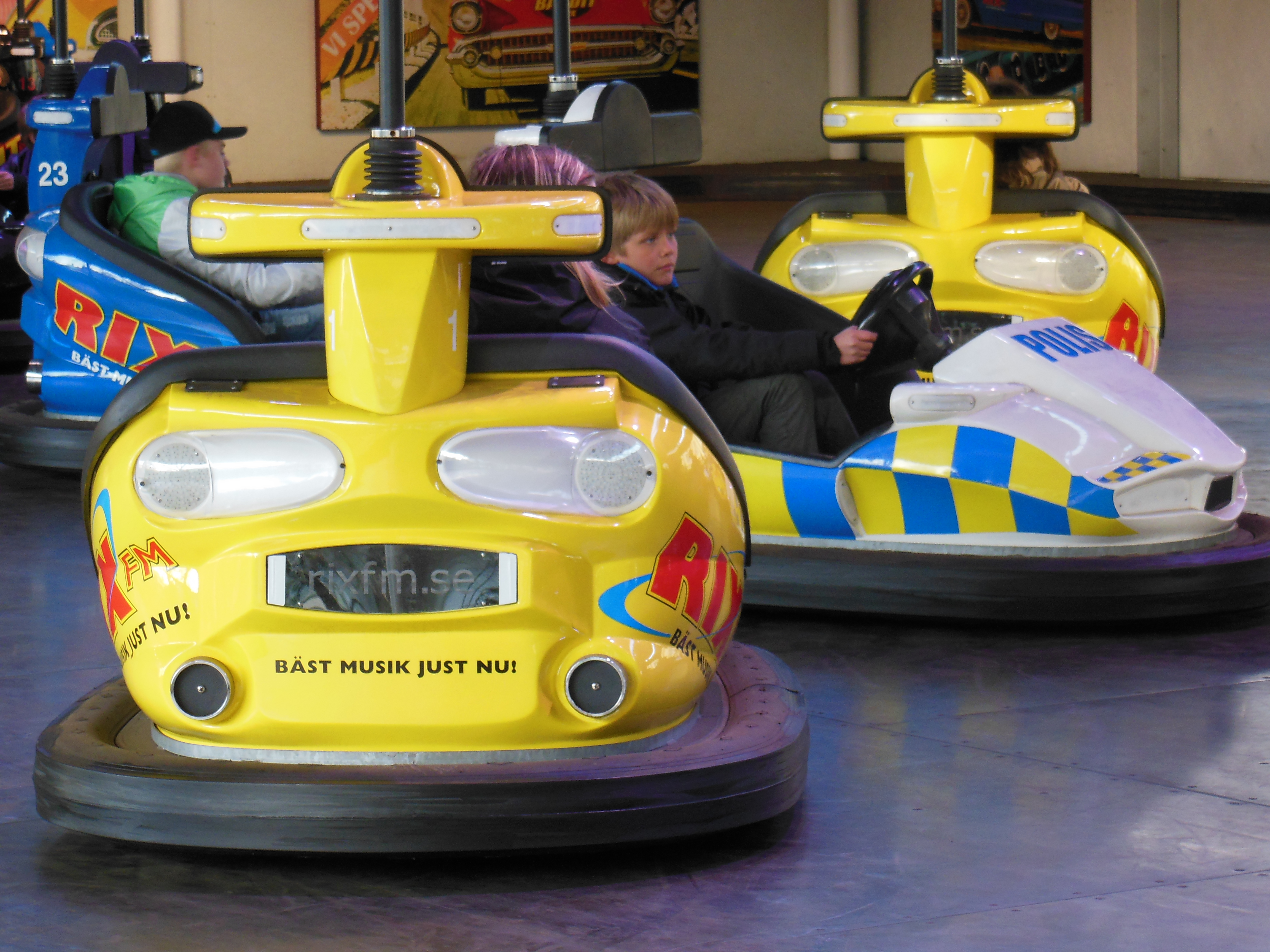
Fahrzeug mit Kopfstütze
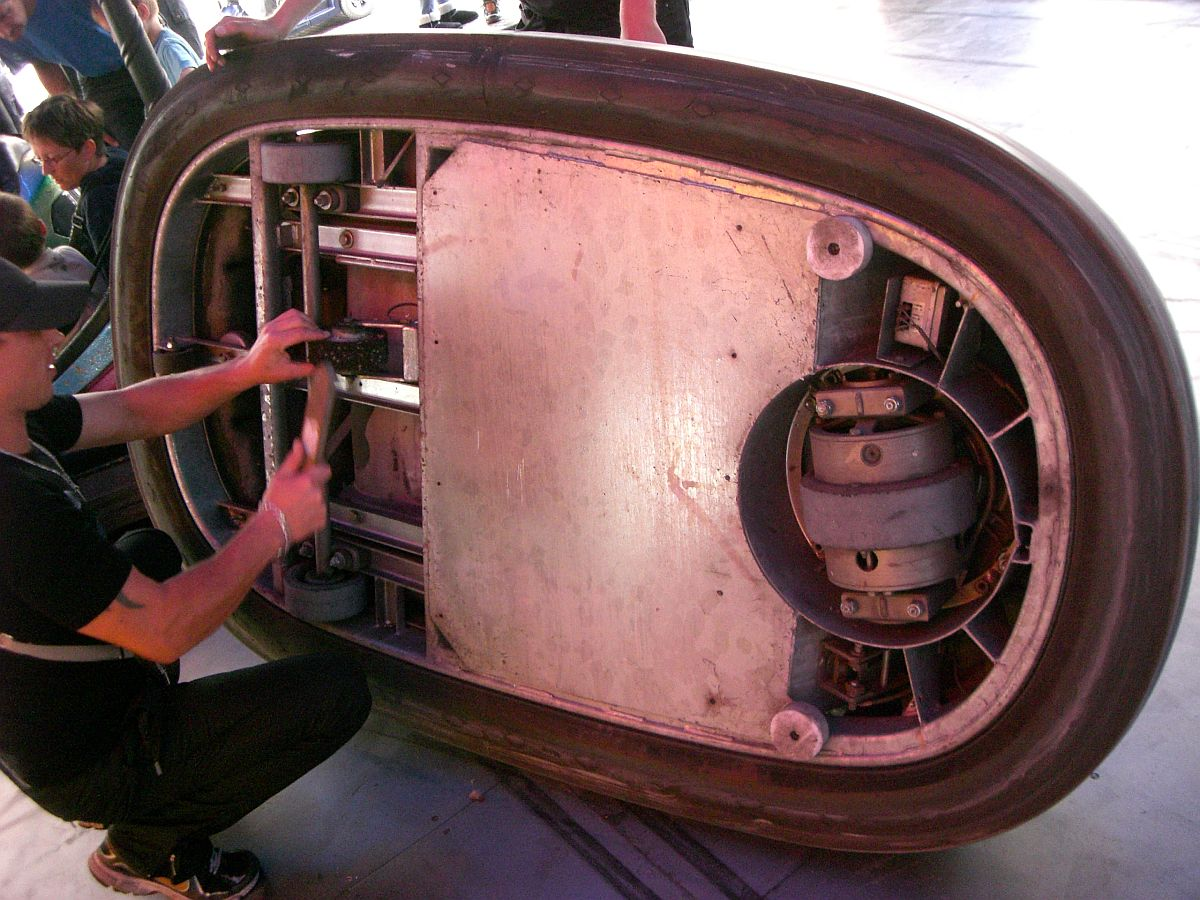
Unterseite eines Fahrzeuges. Abbürsten des Schleifkontakts, Vorderrad ist samt Motor rundum (lenk-)drehbar

Die Fahrzeuge, auch „Chaisen“ genannt, haben meist Sitze für zwei Personen. In ihrem Innenraum befindet sich das Lenkrad und ein Pedal (das nur als Taste wirkt) im Fußbereich des linken oder rechten Sitzes. In Ländern mit Linksverkehr ist dieses wie im Vorbild im Fußbereich des rechten Sitzes angebracht. Die Steuerung der Wagen erfolgt über das Lenkrad, das mittig angebracht ist, damit beide Insassen abwechselnd lenken können. Ein Autoscooter hat nur ein Vorderrad, ebenfalls in Wagenmitte. Dieses besteht eigentlich aus dem Antriebsmotor, bei dem als spezifische Besonderheit der Rotor (innen) feststeht. Folglich dreht sich der Stator (außen) (Außenläufermotor), um den herum ein breiter Gummireifen befestigt ist und so den Antrieb bildet. Zudem ist die Lenkgeometrie so beschaffen, dass der um seine waagrecht liegende Achse rotierende Motor – welcher immer in einer Drehrichtung bleibt – mit diesem Lenkrad endlos um seine senkrecht stehende Befestigungsachse gedreht werden kann. Je nach Position des Lenkrads fährt das Auto deshalb nicht nur nach rechts oder links, sondern wird konstruktionsbedingt, bei 90°-Motorstellung zur Fahrzeugachse, sogar antriebslos oder auf der Stelle rotierend. Beim Weiterdrehen des Lenkrades beginnt das Fahrzeug folgerichtig rückwärts zu fahren (bzw. bei Weiterdrehen wieder vorwärts usw.). Durch diese Konstruktion ist über das Lenkrad somit das Lenken, das Anhalten und auch die Fahrtrichtung kontrollierbar.
Längere Zeit rückwärts zu fahren kann jedoch den übrigen Betrieb stören. Deshalb gibt es immer mehr Fahrzeuge, die mit einer „Lenksperre“ versehen sind, hier kann das Lenkrad nicht endlos gedreht werden und das Rückwärtsfahren ist nicht mehr möglich.
Da alle Elektroautos in gleicher Höhe einen rundumlaufenden Gummipuffer besitzen, sind bei den niedrigen Geschwindigkeiten der Autos Unfälle wie Frontalzusammenstöße oder Auffahrunfälle relativ ungefährlich. Die Fahrzeuge verfügen dennoch über Sicherheitsgurte für jeden Sitz, Kopfstützen, ein Gummilenkrad mit Prallkissen sowie über Polsterungen an Armaturenbrett und Einstiegen. Für Kinder ist das Anlegen des Sicherheitsgurtes Pflicht.
Die typischen Fahrzeuge wiegen ca. 200 Kilogramm und bestehen aus einem Stahlrahmen und Kunststoffkarosserie. Die Maße betragen etwa 2 Meter Länge bei 1,2 Metern Breite. Sie erreichen eine Höchstgeschwindigkeit zwischen 6 und 10 km/h. Viele Fahrzeuge sind echten Autos nachempfunden, das heißt, Markenzeichen und typische Gestaltungselemente (beispielsweise Kühlergrillform) wurden übernommen.
Hersteller derartiger Anlagen ist beispielsweise die italienische Firma Bertazzon. Die Hersteller Reverchon (Frankreich, vor 2008) sowie „Gebrüder Ihle Bruchsal“ (Deutschland, vor 2000) existieren nicht mehr.

### Bedienung
Mit dem Einwurf eines vor Fahrtantritt an der Kasse zu kaufenden Fahrchips in den entsprechenden Schlitz im Auto wird dieses startbereit gemacht. Der Schlitz befindet sich in der Regel auf der „Motorhaube“ des Fahrzeugs oder rechts neben dem Lenkrad. Wird von dem Fahrgeschäft der Strom für die nächste Runde angeschaltet, kann die Fahrt begonnen werden. Der Elektromotor wird über das Pedal im Fußraum aktiviert. Rückwärtsfahren wird durch eine 180-Grad-Drehung erreicht. Die Startfreigabe wird durch einen Signalton mitgeteilt.
Bis weit in die 1960er Jahre wurden Geld oder Fahrkarten bei den meisten Autoscooter-Betrieben noch per Hand eingesammelt. Aber bereits 1957 führte der Autoscooter-Pionier Bruno Tusch aus Krefeld als Erster die „Automatic-Skooter“ in Deutschland ein. Die Patentrechte hierfür erwarb er von einem französischen Schausteller und entwickelte dann mit seinen Söhnen Peter und Eduard sowie der Firma Parganasch die Technik – also Chaisen mit Chipautomat und Fahrchips sowie die Fahranlage – immer weiter, bis der heute bekannte Stand erreicht war. Mit den Automatik-Scootern entfiel das Einsammeln respektive Kassieren von Fahrkarten oder Geld. Vorteile dadurch waren Personaleinsparung und die Möglichkeit schnellerer und kürzerer Touren.
Die Firma Bruno Tusch und Söhne Krefeld betrieb damit also nicht nur Deutschlands ersten, sondern auch für einige Jahre einzigen Automatik-Scooter, bis das Patent verkauft wurde und andere Scooterbetreiber in den 1960er Jahren nachzogen.
Nach dem Abschalten des Fahrstroms durch den Bediener rollen die Fahrzeuge aus und bleiben auf der Fahrfläche stehen. Nun kann ein neuer Chip eingeworfen werden oder ein Fahrerwechsel stattfinden. Nicht mehr besetzte Fahrzeuge werden vom Personal an den Rand der Fahrfläche geschoben und dort geparkt.
Das Personal benutzt zum Betrieb der Autoscooter so genannte Fahrschlüssel, die nach dem Ende der Fahrt wieder abgezogen werden können. Die Fahrchips der Kunden hingegen fallen nach der Fahrt in einen Sammelbehälter im Fahrzeug, der bis zu 100 Chips oder 1 kg fassen kann. Das Auswerfen der Chips wird durch eine Umkehr der Stromversorgung erreicht. Für den Bruchteil einer Sekunde ist die Fahrbahn der Pluspol und das Netz der Minuspol – damit wird eine Magnetspule aktiviert, die den Chip mittels Bolzen aus dem Automaten auswirft.
Eine einzelne Fahrt für zwei Personen kostet in Deutschland per 2020 meist zwei bis drei Euro. Beim Kauf mehrerer Fahrchips gibt es häufig Rabatte. Es versuchen immer wieder Fahrgäste, das System auszutricksen. Am häufigsten wird dabei ein Fahrchip mit einer Schnur oder anderen Verlängerung versehen, so dass er nach der Fahrt wieder herausgezogen werden kann bzw. nicht in den Sammelbehälter durchfällt. Das funktioniert jedoch sehr selten, da das Personal sehr genau auf Auffälligkeiten dieser Art achtet.

## Rekorde

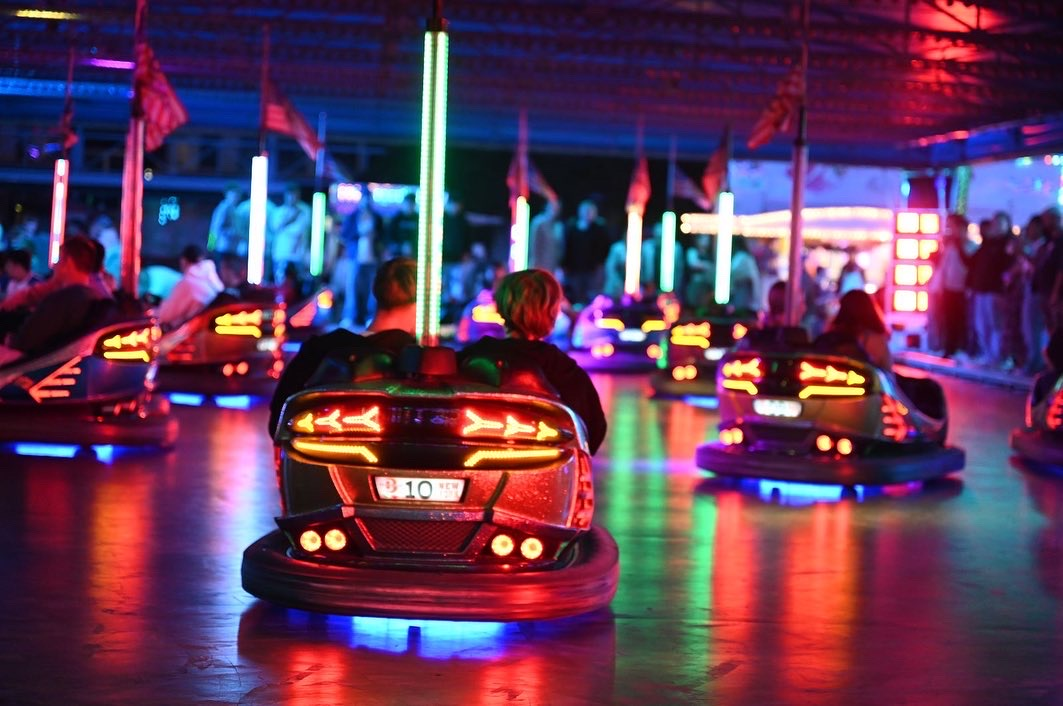
Autoscooter auf einer Kirmes

Der Autoscooter mit der weltweit größten Fahrfläche heißt Super Skooter und gehört der Schaustellerfamilie Meyer aus Neuwied (Deutschland). Seine Fahrfläche ist 21 m × 31 m (651 m²) und seine Grundfläche (Abmessungen über alles) 30 m × 40 m (1200 m²) groß.
Über lange Zeit war Rue Le Dodge der weltweit größte Autoscooter in einem Vergnügungspark.  Er steht im Six Flags Great America in Illinois, wurde 1976 in Betrieb genommen und hat eine Fahrfläche von 600 m² (15,8 m × 38,0 m).
Seit 2008 steht der größte stationäre Autoscooter Deutschlands im Allgäu Skyline Park. Die Fahrbahn misst hier 24 m × 44 m (1056 m²).
Laut dem Guinness-Buch der Rekorde wurde die längste Fahrt auf einem Autoscooter mit 28 Stunden von Jan Spekker und Manuela Benus in Hamburg während des Hamburger Sommerdoms im August 2016 absolviert.

## Trivia

### Jugendtreff

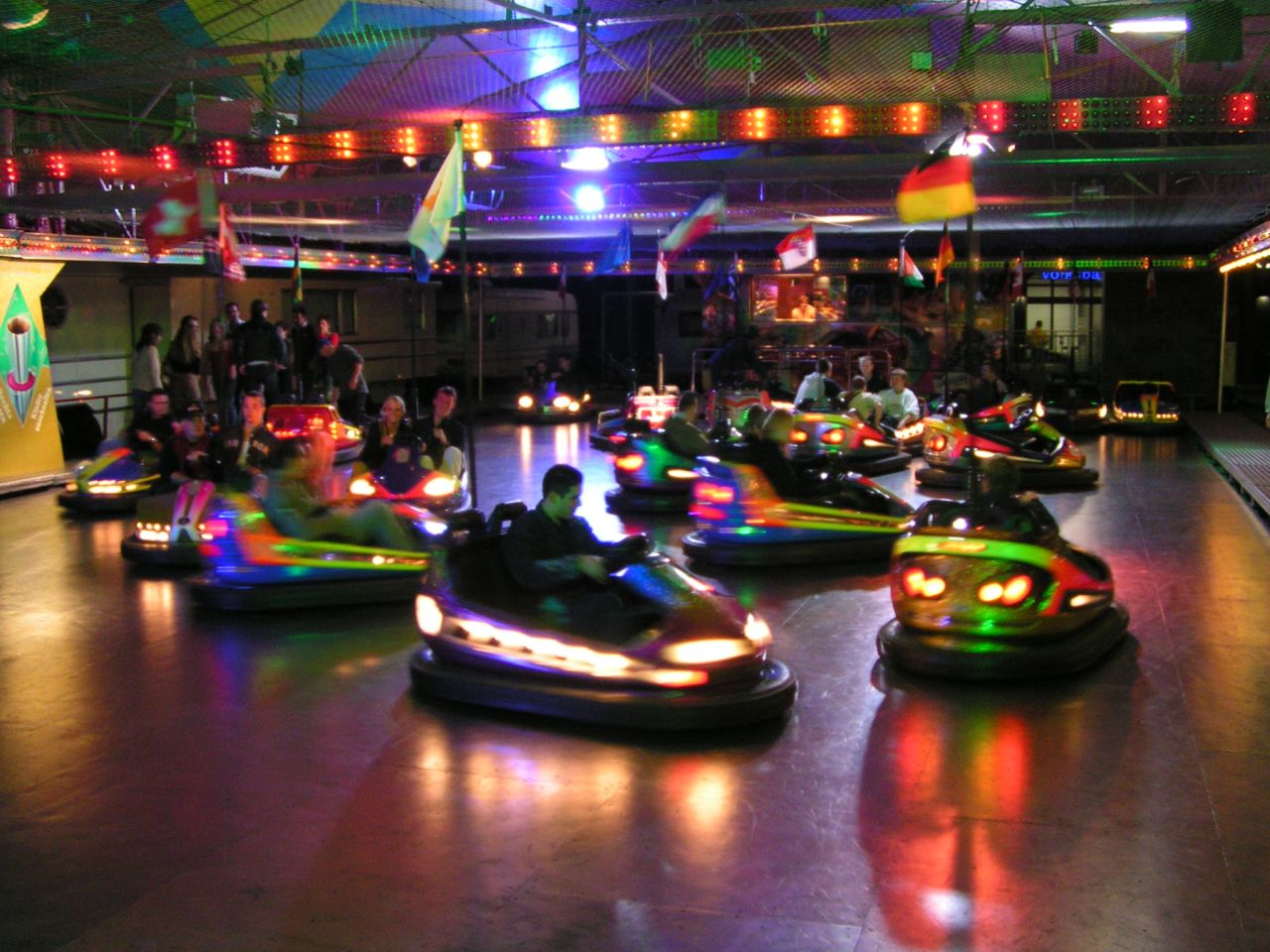
Autoscooter

Das Autoscooterfahren wird mit (meist sehr lauter) Musik untermalt. Es wird überwiegend Techno-, Dance- und Disco-Musik gespielt. Der Betreiber bzw. Rekommandeur macht zwischendurch typischerweise eigene Ansagen. Eine Lichtanlage, neuerdings auch aus LED-Lampen, sorgt für Diskoeffekte. Nebelmaschinen hüllen die Fahrfläche kurzzeitig in weißen Nebel. Die gesamte Entertainmentanlage ist bei modernen Autoscootern computergesteuert.
Auf Volksfesten sind die Autoscooter auch wegen des Musikprogramms und der Diskoatmosphäre beliebter Anziehungs- und Treffpunkt für junge Leute zum „Abhängen“.

### Sprachgebrauch
Der Begriff Autoscooter/Auto-Scooter hat sich als Eigennennung der Fahrgeschäftsbetreiber in Deutschland allgemein durchgesetzt. Er hat dabei die anfangs noch weithin üblich gewesene deutsche Bezeichnung Selbst-Fahrer/Selbstfahrer weitgehend ersetzt.
Der Begriff Autoscooter wurde aus dem Wort Automatic Scooter gebildet und kommt nicht etwa von den Auto-ähnlichen Chaisen.
Im Südwesten Deutschlands sind auch weiter Boxauto oder Knuppauto, in Altbayern Stoßauto die vorherrschende Variante, in Österreich heißt das Fahrgeschäft Autodrom. In Tirol findet sich noch die Variante Puffauto/Buffauto und in der Schweiz Putschauto/Botschauto, seltener dort auch angelehnte Namen wie Putschiauto, Tütschiauto oder Iidütschbahn.
Die angepasste Schreibung Autoskooter ist die eigentlich korrekte Schreibweise, jedoch seltener zu finden.
Das Wort Scooter bezeichnet im Englischen einen Kinderroller oder Motorroller, im Deutschen kann Skooter/Scooter aber auch ein Boot mit Kufen bezeichnen, das zum Segeln auf dem Wasser sowie auch auf Eisflächen gedacht ist. Für Personen mit einer Gehbehinderung bestehen darüber hinaus Scooter als Rollstuhl-Variante.
Die englische Bezeichnung ist (angelehnt an die bumper genannten Gummiringe, die das Fahrzeug umgeben) bumper car.

### Vergleichbare Fahrgeschäfte

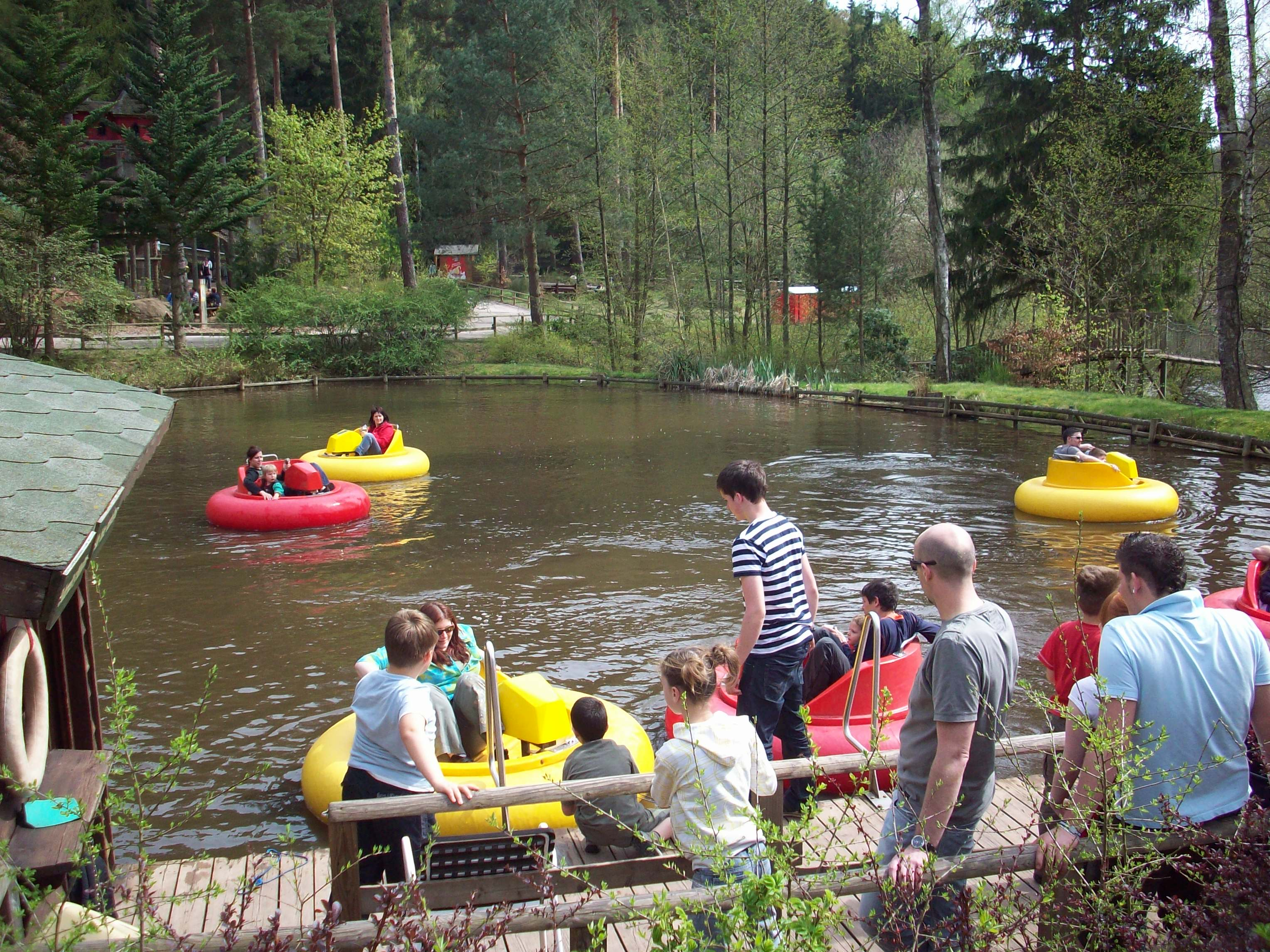
„Bumperboats“ im Kurpfalz-Park

Nach dem gleichen Prinzip gibt es auch Fahrgeschäfte mit Elektrobooten in Wasserbassins, die sogenannten Bumperboats. Diese sind vor Kollisionen durch einen Gummiring, den bumper, geschützt.
Es bestehen auch Autoscooter-ähnliche Fahrgeschäfte, bei denen mit batteriebetriebenen Autos und Motorrädern auf einem Rundkurs gefahren wird, der beliebig z. B. auf einem Parkplatz oder anderen betonierten Flächen mittels alter Autoreifen gebildet werden kann, mobil oder fest installiert. Diese Fahrzeuge verfügen ebenfalls über umlaufende Gummiringe zum Schutz vor Zusammenstößen.